# Grobnica šejha Abdula Samada
Grobnica šejha Abdula Samada (perz. بقعه شیخ عبدالصمد) je mauzolej u povijesnom središtu iranskog grada Natanza, smještenog 70-ak km jugoistočno od Kašana u Isfahanskoj pokrajini. Izgrađen je početkom 14. stoljeća u čast sufijskom mistiku Abdulu Samadu Isfahaniju, po naredbi Zaina al-Dina Mastarija, vezira u službi ilhanidskog vladara Oldžajtu-hana (vl. 1304.−1316.). U sastavu grobnice nalaze se i hanegah s velikim minaretom, a zajedno sa susjednom Sabornom džamijom predstavljaju najznamenitiji gradski kompleks i reprezentativne primjere azari stila iranske arhitekture.

## Arhitektura
Grobnica šejha Abdula Samada izgrađena je 1307. godine, osam godina nakon njegove smrti. Komora je kvadratičnog tlocrtnog oblika s pravokutnim nišama uz stranice, a zidovi na određenoj visini prelaze u osmerokutnu bazu nad kojoj je položena kupola. Prijelaz je izvana izveden pomoću šireg i užeg oktogona nad kojim se nadvija šiljasti piramidalni krov. Grobnici se izravno pristupa iz hodnika do kojeg vode 12 stepenica ispod ulaznog portala, a ova prostorija razdvaja grobnički kompleks od Saborne džamije na istočnoj strani.
Južno od grobnice podignut je minaret visok 38 m, a zapadno hanegah tj. sufijska bogomolja. Sudeći prema natpisima s keramičkih pločica, potonje zdanje izgrađeno je 1324. godine. Hanegah je teško oštećen početkom 18. stoljeća u dinastijskom sukobu Safavida i Hotakija, a tijekom 1930-ih godina na njegovom mjestu izgrađena je hipostilna molitvena dvorana sa segmentnim kupolama na ravnom krovu.
Znameniti ostatak hanegaha je monumentalni i bogato ukrašeni ajvan na južnom pročelju, ispred kojeg se nalazi golema 700-godišnja platana (P. orientalis) s deblom promjera 5,5 m za koju se pretpostavlja da je zasađena zbog zaštite fasadnih ukrasa od jakog Sunca. Ovo stablo početkom 17. stoljeća u svojim putopisima opisao je španjolski veleposlanik García de Silva y Figueroa, navodeći kako njegova sjena služi kao zaklon karavanama s 200 deva. Između monumentalnog i hodničkog portala na južnom pročelju nalaze se i tri ukrašene slijepe arkade, dok ostala pročelja nisu bogato dekorirana.
- Ajvan
- Detalj ajvana
- Južna fasada
- Zapadna fasada
- Krov i minaret

## Umjetnost
Glavni konstruktivni građevinski materijal korišten prilikom gradnje grobnice i hanegah jest pečena opeka, a dekorativna obrada ploha uključuje alabaster, keramičke pločice, te glaziranu i neglaziranu terakotu. Monumentalni portal s ajvanom predstavlja najočuvaniji primjer iranske arhitekture iz ilhanidskog razdoblja. Fasadom portalne ploče dominira plava i žuta terakota poslagana u geometrijske ornamente ili kaligrafske trake. Potonje su oblikovane raznim metodama uključujući kufsku, sulus i rejhan. S bočnih strana ajvana nalaze se tri niše položene na različitim visnama, a srednje sadrže i prozore. Niše se također nalaze i na poprečnoj osi u unutrašnjosti ajvana koji je nasvođen mukarnasima. Dekorativni detalji portala slični su pronađenim ostacima s Sultanijske kupole koja je građena gotovo istodobno, te bitno doprinose njenoj restauraciji.
Minaret je kružnog tlocrta, a ukrašen je s četiri plave ornamentalne trake, križno poslaganim mozaicima, te mukarnasima pri vrhu i ispod balkona. Fasada donjeg oktogona iznad same grobnice nije ukrašena i sastoji se od osam prozora s križnim otvorima između opeka, dok je gornji ukrašen mozaicima s motivima svastike. Plohe piramidalnog krova sadrže tirkizne glazirane pločice poslagane u jednostavne kvadratične oblike. Interijer kupole sastoji se od bijelih mukarnasa izrađenih od alabastera koji reflektiraju svjetlost čime se stvara snažan osjećaj dubine prostora. Gornji zidovi ukrašeni su veličanstvenim kaligrafskim štukaturama i nose potpis Hajdara, majstora koji je ukrašavao i zimsku molitvenu dvoranu kod Saborne džamije u Isfahanu. Prizemni dijelovi zidnih ploha nekad su bili ukrašeni kašanskim keramičkim pločicama križnih i zvjezdastih oblika, no zajedno s mihrabom su skinuti i odneseni u muzeje diljem svijeta. Danas se mogu pronaći u Muzeju umjetnosti Metropolitan u New Yorku, Pergamskom muzeju u Berlinu, Njemačkom muzeju keramike u Düsseldorfu, Muzeju lijepih umjetnosti u Lyonu, Muzeju dekorativnih umjetnosti u Parizu, te Muzeju Viktorije i Alberta odnosno Britanskom muzeju u Londonu. Po sredini komore položen je sarkofag ukrašen žutim pločicama s plavim i zelenim motivima.
- Detalj portala
- Kupola
- Prozor
- Sarkofag
- Ostaci pločica

## Poveznice
- Natanz
- Saborna džamija u Natanzu
- Ilhanidsko Carstvo